# Medvedje Brdo
Medvedje Brdo (in italiano tra le due guerre mondiali Montorso) è un centro abitato della Slovenia, insediamento (naselje) del comune di Longatico, posto ad un'altitudine di 806 m s.l.m. L'insediamento costituisce il capoluogo della comunità locale di Trate, che include anche il vicino insediamento di Rovtarske Žibrše.
A Medvedje Brdo vi è una chiesa dedicata a Santa Caterina di Alessandria.

## Storia
Dopo la breve parentesi napoleonica, quando a seguito del Trattato di Schönbrunn del 1809, l'intera area venne inquadrata nel dipartimento francese delle Province Illiriche, nel 1813 la regione venne occupata nuovamente dalle truppe austriache, venendo infine riannessa formalmente all'Impero austriaco nel 1815 col Congresso di Vienna.
Medvedje Brdo, nota nella prima metà del secolo ancora nelle varianti arcaiche Medwediberdu o Medwerdiberdu, in questo periodo costituiva un comune catastale autonomo, inquadrato nel Ducato di Carniola (a sua volta incluso sino al 1849 nel Regno d'Illiria). Successivamente il centro abitato venne aggregato al comune di Rovte (in tedesco Gereuth), a sua volta parte del distretto giudiziario e politico di Longatico.
Nel 1918, a seguito della prima guerra mondiale, l'area venne occupata dalle truppe italiane. Nel 1920 il Trattato di Rapallo fissò il nuovo confine tra Italia e Jugoslavia sul passo di Trata, immediatamente ad est del paese, lasciandolo in territorio italiano. Di conseguenza esso venne distaccato dal comune di Rovte, il cui capoluogo ricadeva ora in Jugoslavia. Medvedje Brdo, il cui nome nel 1923 venne italianizzato in Montorso, venne così inquadrata dapprima nel comune di Dole e poi nel 1921 in quello di Godovici (Godovič). Il comune di Godovici nel 1923 entrò a far parte della provincia del Friuli, per poi passare nel 1927 alla provincia di Gorizia. Nello stesso anno il comune venne disciolto e il suo territorio aggregato a Montenero d'Idria (Črni Vrh).
A seguito dell'8 settembre 1943 l'intera Venezia Giulia venne occupata dalle truppe tedesche e inquadrata nella Zona di Operazioni del Litorale Adriatico (OZAK). Nel 1945 la cittadina passò sotto il controllo dei partigiani jugoslavi, venendo compresa a giugno dello stesso anno della "zona B" a est della Linea Morgan. Nel 1947, a seguito del Trattato di Parigi, l'intera area venne annessa formalmente alla Jugoslavia.